# Viviane Tranquille
Viviane Tranquille, född 21 juli 1999, är en kanadensisk taekwondoutövare.

## Karriär
I juli 2018 tog Tranquille brons i 49 kg-klassen vid panamerikanska mästerskapen i Spokane. I maj 2022 tog hon silver i 49 kg-klassen vid panamerikanska mästerskapen i Punta Cana efter att ha förlorat finalen mot mexikanska Daniela Souza. I november 2022 tävlade hon i 49 kg-klassen vid VM i Guadalajara. Tranquille besegrade svenska Indra Bodén i sextondelsfinalen men blev utslagen i åttondelsfinalen av thailändska Panipak Wongpattanakit.